# Marton Csokas
Marton Csokas (uttalas /ˈtʃɔːkɑːʃ/, cho-kash), född 30 juni 1966 i Nya Zeeland, är en nyzeeländsk skådespelare. Hans far är ungrare och har samma namn. Hans mor har engelskt, irländskt och danskt påbrå. Csokas har dubbelt medborgarskap, ungerskt och nyzeeländskt.
Csokas avslutade sina studier på Nya Zeelands Drama School 1989, och har sedan dess medverkat i en lång rad teateruppsättningar, TV-serier och filmer.

## Filmografi
- 1996 – Hercules (TV-serie) (TV-serie) - Tarlus (1 avsnitt)
- 1997-2001 – Xena - Krigarprinsessan - Borias
- 2002 – xXx - Yorgi
- 2003 – Sagan om konungens återkomst - Celeborn
- 2003 – Kangaroo Jack
- 2004 – The Bourne Supremacy - Jarda
- 2005 – Kingdom of Heaven - Guy de Lusignan
- 2005 – Æon Flux - Trevor Goodchild
- 2001 – Rain
- 2010 – Alice i Underlandet - Charles Kingsleigh
- 2011 – Dream House - Jack Patterson
- 2012 – Falcón (TV-serie)
- 2012 – Abraham Lincoln: Vampire Hunter - Jack Barts
- 2014 – Noah - Lamech
- 2014 – The Amazing Spider-Man 2 - Dr. Kafka
- 2014 – The Equalizer - Teddy
- 2014 – Sin City: A Dame to Kill For - Damien Lord
- 2016 – Loving - Sheriff Brooks
- 2024 – Cuckoo - Luis
- 2024 – House of Spoils - Marcello